# Велика Чукочья
Велика Чукочья (рос. Больша́я Чуко́чья, Чуко́чья; якут. Рэвум-Рэву) — річка в Республіці Саха (Якутія) Росії.

## Географія
Довжина річки — 758 км, площа басейну — 19 800 км². Витікає з невеликого озера Усун-Кюєль, протікає по Колимській низовині серед численних тундрових озер. Впадає у Колимську затоку Східно-Сибірського моря.
Живлення річки снігове. Замерзає з жовтня по травень. Взимку перемерзає до дна. Безліч приток, з яких найбільш великі (від витоку до гирла): Сава-Юрях (106 км), Велика Бистра (67 км), Олер (229 км), Хайлначил (99 км), Анкаваам (67 км). До епохи авіації вважалася лівим рукавом Колими.